# Kodrąb (województwo łódzkie)
Kodrąb – wieś w Polsce, położona w województwie łódzkim, w powiecie radomszczańskim, w gminie Kodrąb. Siedziba gminy Kodrąb.
W latach 1975–1998 wieś administracyjnie należała do województwa piotrkowskiego.
We wsi urodził się i został pochowany na miejscowym cmentarzu ks. Arkadiusz Olczyk (1966–2018).

## Integralne części wsi
| SIMC    | Nazwa     | Rodzaj     |
| ------- | --------- | ---------- |
| 0543522 | Moczydła  | przysiółek |
| 0543539 | Olszowiec | przysiółek |

## Zabytki
Według rejestru zabytków Narodowego Instytutu Dziedzictwa na listę zabytków wpisany jest obiekt:
- kościół parafialny pw. św. Jadwigi, 1 poł. XVI w., nr rej.: 454-XI-40 z 9.09.1949, 206-X-16 z 12.05.1946 i z 2.02.1962 oraz 227 z 27.12.1967